# Catar nos Jogos Olímpicos de Verão de 2020
Catar esteve representado nos Jogos Olímpicos de Verão de 2020 por um total de 15 desportistas, 12 homens e 3 mulheres, que competiram em sete desportos. O responsável pela equipa olímpica é o Comité Olímpico de Catar, bem como as federações desportivas nacionais da cada desporto com participação.
Os portadores da bandeira na cerimónia de abertura foram o atirador Mohamed Al Rumaihi e a remadora Tala Abuybara.

## Competidores
| Esporte           | Masculino | Feminino | Total |
| ----------------- | --------- | -------- | ----- |
| Atletismo         | 6         | 1        | 7     |
| Halterofilismo    | 1         | 0        | 1     |
| Judô              | 1         | 0        | 1     |
| Natação           | 1         | 1        | 2     |
| Remo              | 0         | 1        | 1     |
| Tiro              | 1         | 0        | 1     |
| Voleibol de praia | 2         | 0        | 2     |
| Total             | 12        | 3        | 15    |

## Atletismo
Masculino
Pista e estrada
| Atleta                  | Evento                   | Primeira fase | Primeira fase | Quartas-de-final | Quartas-de-final | Semifinal | Semifinal | Final     | Final |
| Atleta                  | Evento                   | Resultado     | Pos.          | Resultado        | Pos.             | Resultado | Pos.      | Resultado | Pos.  |
| ----------------------- | ------------------------ | ------------- | ------------- | ---------------- | ---------------- | --------- | --------- | --------- | ----- |
| Femi Ogunode            | 100 metros               | Bye           | Bye           |                  |                  |           |           |           |       |
| Abubaker Haydar Abdalla | 800 metros               |               |               | —                | —                |           |           |           |       |
| Adam Ali Musab          | 1500 metros              |               |               | —                | —                |           |           |           |       |
| Abdirahman Saeed Hassan | 1500 metros              |               |               | —                | —                |           |           |           |       |
| Abderrahman Samba       | 400 metros com barreiras |               |               | —                | —                |           |           |           |       |

Feminino
Pista e estrada
| Atleta                   | Evento     | Primeira fase | Primeira fase | Quartas-de-final | Quartas-de-final | Semifinal | Semifinal | Final     | Final |
| Atleta                   | Evento     | Resultado     | Pos.          | Resultado        | Pos.             | Resultado | Pos.      | Resultado | Pos.  |
| ------------------------ | ---------- | ------------- | ------------- | ---------------- | ---------------- | --------- | --------- | --------- | ----- |
| Bashair Obaid Al-Manwari | 100 metros |               |               | —                | —                |           |           |           |       |

## Halterofilismo
Masculino
| Atleta        | Evento | Arranque  | Arranque | Arremesso | Arremesso | Total | Pos. |
| Atleta        | Evento | Resultado | Pos.     | Resultado | Pos.      | Total | Pos. |
| ------------- | ------ | --------- | -------- | --------- | --------- | ----- | ---- |
| Fares Ibrahim | –96 kg |           |          |           |           |       |      |

## Judô
Masculino
| Atleta           | Evento | Fase de 32           | Fase de 16           | Quartas              | Semifinais           | Repescagem           | Bronze               | Final                | Final       |
| Atleta           | Evento | Adversário resultado | Adversário resultado | Adversário resultado | Adversário resultado | Adversário resultado | Adversário resultado | Adversário resultado | Pos.        |
| ---------------- | ------ | -------------------- | -------------------- | -------------------- | -------------------- | -------------------- | -------------------- | -------------------- | ----------- |
| Ayoub El-Idrissi | −66 kg | BLR Minkou D 00-10   | Não avançou          | Não avançou          | Não avançou          | Não avançou          | Não avançou          | Não avançou          | Não avançou |

## Natação
Masculino
| Abdulaziz Al-Obaidly | 100 m peito | 2:23.39 | 39 | Não avançou |

## Remo
Feminino
| Equipe        | Evento        | Eliminatórias | Eliminatórias | Repescagem | Repescagem | Semifinal | Semifinal | Final | Final   | Colocação Final |
| Equipe        | Evento        | Tempo         | Posição       | Tempo      | Posição    | Tempo     | Posição   | Tempo | Posição | Colocação Final |
| ------------- | ------------- | ------------- | ------------- | ---------- | ---------- | --------- | --------- | ----- | ------- | --------------- |
| Tala Abujbara | Skiff simples | 8:06.29       | 5R            | 8:16.88    | 3SE/F      | 8:24.25   | 1FE       |       |         |                 |

## Tiro
Masculino
| Atleta              | Evento         | Qualificação | Qualificação | Final  | Final |
| Atleta              | Evento         | Pontos       | Pos.         | Pontos | Pos.  |
| ------------------- | -------------- | ------------ | ------------ | ------ | ----- |
| Mohammed Al-Rumaihi | Fossa olímpica |              |              |        |       |

## Voleibol de praia
Masculino
| Atleta                                  | Fase de grupos                                                                                                  | Fase de grupos | Oitavas de final       | Quartas de final       | Semifinal              | Final                  | Resultado | Resultado |
| Atleta                                  | Adversário e resultado                                                                                          | Pos.           | Adversário e resultado | Adversário e resultado | Adversário e resultado | Adversário e resultado | Resultado | Resultado |
| --------------------------------------- | --- | -------------- | ---------------------- | ---------------------- | ---------------------- | ---------------------- | --------- | --------- |
| Ahmed TijanAhmed Tijan Cherif Younousse | Grupo C SUI Heidrich – Gerson V 2-0 (21-17, 21-16) ITA Rossi – Carambula V 2-0 (24-22, 21-13) USA Gibb – Bourne |                |                        |                        |                        |                        |           |           |